# Église Saint-Augustin d'Amatrice
L'église Saint-Augustin,, (en italien : chiesa di Sant'Agostino) est un édifice religieux catholique romain italien situé à Amatrice dans la province de Rieti au Latium. Elle est construite en 1428 et à l'origine, dédiée à saint Nicolas, mais l'attribution évolue au fil des siècles pour échoir finalement à saint Augustin d'Hippone. L'église est détruite au cours des tremblements de terre d'août 2016 et janvier 2017 en Italie centrale. Elle est aujourd'hui en ruines.

## Histoire
L'église construite par les Augustins en 1428 est à l'origine dédiée à saint Nicolas. Une plaque sur la façade indique que l'architecte est Giovanni dell'Amatrice. L'église est construite près de la Porta Carbonara à proximité des murs médiévaux de la ville. Elle est dédiée à saint Augustin d'Hippone depuis le XVIIIe siècle.
En 1580 et en 1781  l'intérieur et une partie de l'ancienne abside sont détruits par le feu, et les travaux de restauration perdurent jusqu'au XIXe siècle. En 1845, la voûte considérée comme dangereuse est démolie et l'intérieur de l'église blanchie à la chaux.
La petite cloche, qui pèse 123 kg est refondue par la fonderie Pasquale della Noce en 1821. La plus grosse cloche qui pèse 2 300 kg est retouchée par le maestro di campane  Nicola Marinelli di Gagliano en 1821.
Le clocher est restauré en 1825 et 1854, car il menaçait de s'effondrer. En 1894, trois fresques, dont deux datant du XVe siècle, sont découvertes à l'intérieur de l'église.
La fenêtre rectangulaire sur la façade est remplacée par une rosace au début des années 1930. La façade et le clocher sont restaurés un peu plus tard.
L'église est gravement endommagée lors du tremblement de terre qui frappe le centre de l'Italie le 24 août 2016. Une partie de la toiture et de la moitié supérieure de la façade comprenant la rosace s'effondre. Le clocher s'écroule à son tour le 18 janvier 2017 à la suite d'un nouveau séisme, suivi du côté droit de l'édifice le 29 janvier.

## Architecture

### Extérieur
La façade de l'église est construite avec du de grès local. La partie inférieure de la façade principale comporte un portail de style gothico–roman tardif. Les chapiteaux comportent des représentations d'un ours et une cariatide. La lunette était décorée de sculptures de la Vierge et de l'archange Gabriel lesquelles ont été volées au XXe siècle. La date A. D. MCCCCXXVIII (1428) et le blason d'Amatrice figurent sur le portail de l'architrave.
La partie supérieure de la façade, en grande partie détruite par le tremblement de terre en 2016, avait été modifiée selon les principes de la Renaissance. Elle possèdeait à l'origine une fenêtre rectangulaire qui a été remplacée par une rosace au cours des années 1930. Sur le côté droit de la façade, au-dessous de la rosace se trouve une plaque avec l'ancien blason de l'église et une inscription commémorant l'architecte de l'édifice. Deux grandes fenêtres oblongues étaient situées sur chaque façade latérale de l'église. Un campanile et la médiévale Porta Carbonara se trouvaient à l'arrière de l'église.

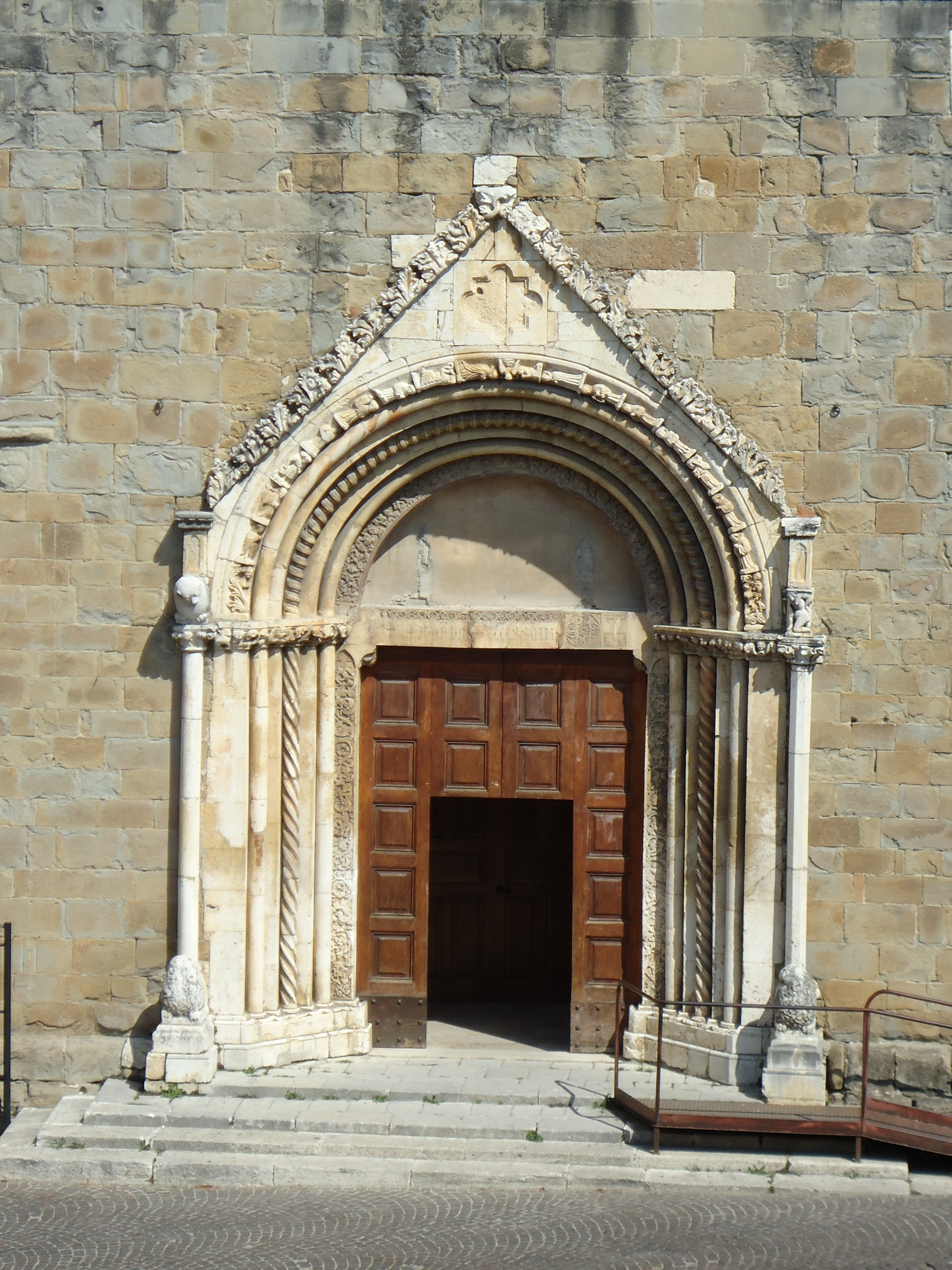
Le portail gothique tardif.
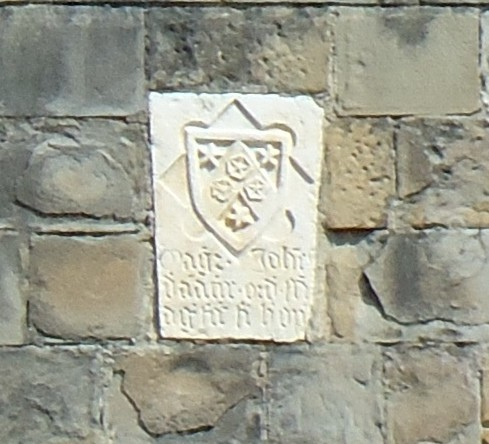
Stèle avec le nom de l'architecte.

## Intérieur
L'intérieur de l'église est à nef unique.
Sur le mur gauche se trouve une série de fresques :
- Annonciation  qui date de 1491, probablement l'œuvre de Carlo Crivelli[7], mais parfois alternativement attribué à Dionisio Cappelli (it).
- La Vierge au trône avec l'Enfant, 1497. Peinte sur une fresque, dont certaines parties sont encore visibles.
- Notre-Dame du Rosaire, réalisée beaucoup plus tard que les deux précédentes fresques.

Sur le côté droit de l'église se trouve un ensemble de 14 hauts-reliefs en terracotta représentant les stations du chemin de croix.

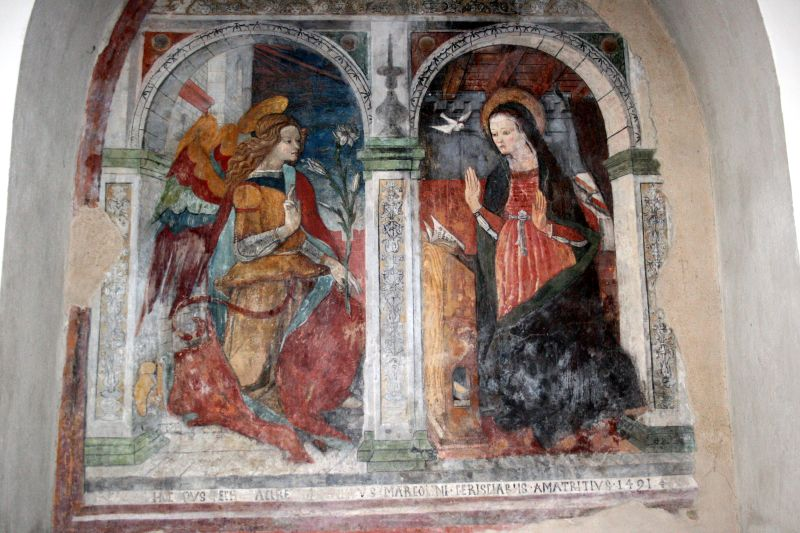
Fresque Annunciazione (1491)
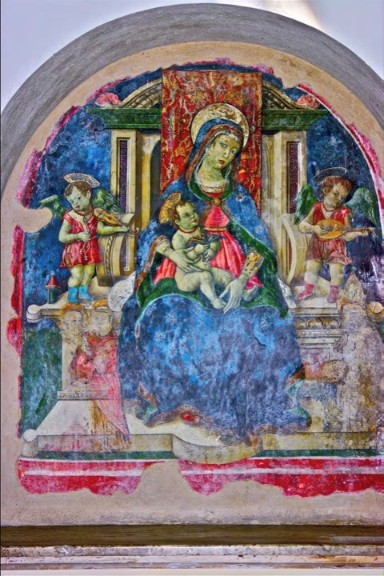
Fresque saint Augustin
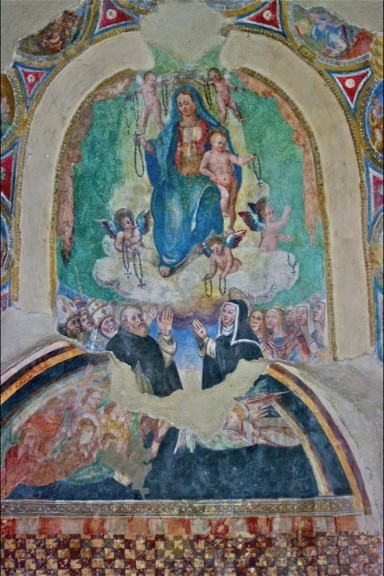
Fresque Notre-Dame du Rosaire

## Couvent
Un couvent augustinien qui remontait à la fin du XIIIe siècle se trouvait près de l'église. Il est fermé en 1809, au moment où les archives et la bibliothèque sont détruits. En 1824, il est dans un état de délabrement et en 1836, fait l'objet d'une tentative de reconversion en prison ou hôpital. Finalement le couvent est utilisé comme grange et abattoir, avant d'être complètement démoli. Il ne reste aucun vestige.